# Ange Blaize de Maisonneuve
Pour les articles homonymes, voir Blaize.
Ange Blaize (de Maisonneuve) est né à Saint-Malo le 28 décembre 1811 et il est décédé à Rennes le 14 février 1871. Tout d'abord avocat, il devient le premier préfet d'Ille-et-Vilaine de la Troisième république, nommé un an avant son décès, en 1870-1871.

## Biographie

### Famille
Ange Louis Blaize de Maisonneuve est le fils de Marie Josèphe Robert de Lamennais (1784-1851) et d'Ange Blaize (1778-1852), négociant à Saint-Malo et propriétaire du domaine de Trémigon à Combourg. 
Il est issu d'une lignée d'armateurs de Saint-Malo. Du côté paternel, il est le petit-fils de l'armateur Louis Blaize et le neveu du député Louis Blaize de Maisonneuve. Marie-Catherine Blaize de Maisonneuve (sa tante paternelle) est l'épouse de Robert Surcouf.
Ses oncles maternels sont Félicité de Lamennais et Jean-Marie de Lamennais.
Il épouse Stéphanie Houselin. Les témoins sont Gratien Robert de La Mennais et César Blaize, deux de ses oncles.

### Pensée et engagement social
Après ses études à Saint-Brieuc il part étudier le droit à Rennes et obtient sa licence le 27 janvier 1837, il devient avocat. Aux origines catholiques, il devient franc-maçon vers 1837 puis « républicain laïc » sous l'influence de son oncle Félicité de Lamennais.
Le 9 septembre 1840, il est arrêté à Trémigon (Combourg) sur ordre du ministre de l'intérieur. Le « neveu de Lamennais » est prisonnier 6 semaines pour « complot, association communiste et réformiste ». Voulant venger l’arrestation, Félicité de Lamennais promet de « flétrir encore une fois, avec toute l’indignation et le mépris » le régime de Thiers et il publie le 10 octobre le pamphlet, Le pays et le gouvernement. Condamné à son tour à un an d’emprisonnement pour son pamphlet, Félicité Lamennais et Ange Blaize se retrouveront prisonniers ensemble à Sainte Pélagie pendant quelques semaines.
Directeur du mont-de-piété de Paris en 1848 jusqu'à sa démission le 26 juin 1851.
Après avoir été avocat à Rennes, il monte à Paris (1852-1870) et devient propriétaire à Combourg où il se préoccupe de la publication des œuvres de son oncle Félicité de Lamennais. Il publie les Œuvres inédites de Lamennais en 1866.
Il développe des idées sociales, et réformistes.
Il publie des ouvrages sous le pseudonyme de Jacques Bonhomme.

### Préfet d'Ille et Vilaine
Opposant au Second Empire, Il est nommé préfet d'Ille-et-Vilaine le 7 septembre 1870 après la proclamation de la IIIe République et fait une déclaration patriotique à la population du département :
« Si j'ai accepté cette mission qui entraine une grande responsabilité dans la situation désastreuse faite à la France par Napoléon Bonaparte, c'est que je crois pouvoir compter sur votre énergique concours. En présence de l'ennemi qui s'avance à la lueur de nos villes et de nos hameaux incendiés répandant partout le meurtre et la dévastation, il ne peut y avoir qu'un sentiment dans les âmes françaises, l'ardent amour de la patrie, la résolution de maintenir son indépendance...Pas de divisions un seul but : la délivrance de la Patrie. Que la France se lève pour la guerre sacrée. Vivre libre ou mourir... »

### Mort
Il meurt à Rennes deux jours après avoir démissionné pour cause de maladie le 12 février 1871. À sa mort, il est inhumé civilement à Combourg.

### Hommages
La ville de Rennes lui a dédié une rue à la fin du XIXe siècle, qui relie la rue de l'Alma et la rue de Nantes, dans le quartier de Villeneuve, sud Gares (Sacrés-Cœurs),.